# Tripyla dentata
Tripyla dentata är en rundmaskart. Tripyla dentata ingår i släktet Tripyla och familjen Tripylidae. Inga underarter finns listade i Catalogue of Life.